# Ричард Мајлс
Ричард Монро Мајлс, скраћено Дик Мајлс, амерички је дипломата и амбасадор. Између осталих места, био је в.д. посланика САД у СР Југославији од августа 1996. до 23. марта 1999, једног дана пре почетка НАТО бомбардовања.

## Биографија
Рођен је 8. јануара 1937. у Литл Року у савезној држави Арканзас, а одрастао је у руралној Индијани. Служио је у маринцима од 1954. до 1957, после чега је добио дипломе на Бејкерсфилду, Берклију у Калифорнији, и Универзитету у Индијани. Стекао је и диплому за руски језик на институту војске САД у Гармиш-Партенкирхену.
САД су 21. маја 1992. објавиле да не признају СР Југославију за наследницу СФРЈ, па су после Ворена Зимермана именовале само вршиоце дужности амбасадора у СРЈ, односно отпремнике послова. Мајлс је августа 1996. преузео место отпремника послова од Рудолфа Перине, и на том месту је остао до 23. марта 1999, када је особље посланства САД напустило СРЈ дан уочи НАТО бомбардовања.
Августа 1999. је именован за амбасадора САД у Бугарској, где је остао до 28. фебруара 2002, па је затим служио као амбасадор у Грузији од 1. априла 2002. до 12. августа 2005.